# 第102回東京箱根間往復大学駅伝競走
第102回東京箱根間往復大学駅伝競走（だい102かいとうきょうはこねかんおうふくだいがくえきでんきょうそう）は、2026年（令和8年）1月2日から1月3日まで開催される予定の102回目の東京箱根間往復大学駅伝競走（箱根駅伝）である。

## 実施日程
- 往路：2026年1月2日 8:00スタート[1]
大手町（スタート） - 鶴見 - 戸塚 - 平塚 - 小田原 - 箱根町芦ノ湖駐車場入口（ゴール）
- 復路：2026年1月3日 8:00スタート[1]
箱根町芦ノ湖駐車場入口（スタート） - 小田原 - 平塚 - 戸塚 - 鶴見 - 大手町（ゴール)

## 区間
| 総距離 217.1 km  | 総距離 217.1 km                                       | 総距離 217.1 km                                       | 総距離 217.1 km                                       |              | 中継所             | 中継所 繰り上げ時間                           |
| 往路 (107.5 km)  | （スタート）大手町・読売新聞ビル前                    | （スタート）大手町・読売新聞ビル前                    | （スタート）大手町・読売新聞ビル前                    |              | 大手町             | 8時00分 往路スタート                          |
| 往路 (107.5 km)  | 第1区                                                 | 大手町 - 鶴見                                         | 21.3 km                                               |              | -                  | -                                             |
| 往路 (107.5 km)  | 第1区                                                 | 大手町 - 鶴見                                         | 21.3 km                                               |              | 鶴見中継所         | 先頭通過から10分後                            |
| 往路 (107.5 km)  | 第2区                                                 | 鶴見 - 戸塚                                           | 23.1 km                                               |              | 鶴見中継所         | 先頭通過から10分後                            |
| 往路 (107.5 km)  | 第2区                                                 | 鶴見 - 戸塚                                           | 23.1 km                                               |              | 戸塚中継所         | 先頭通過から10分後                            |
| 往路 (107.5 km)  | 第3区                                                 | 戸塚 - 平塚                                           | 21.4 km                                               |              | 戸塚中継所         | 先頭通過から10分後                            |
| 往路 (107.5 km)  | 第3区                                                 | 戸塚 - 平塚                                           | 21.4 km                                               |              | 平塚中継所         | 先頭通過から15分後                            |
| 往路 (107.5 km)  | 第4区                                                 | 平塚 - 小田原                                         | 20.9 km                                               |              | 平塚中継所         | 先頭通過から15分後                            |
| 往路 (107.5 km)  | 第4区                                                 | 平塚 - 小田原                                         | 20.9 km                                               |              | 小田原中継所       | 先頭通過から15分後                            |
| 往路 (107.5 km)  | 第5区                                                 | 小田原 - 箱根町                                       | 20.8 km                                               |              | 小田原中継所       | 先頭通過から15分後                            |
| 往路 (107.5 km)  | 第5区                                                 | 小田原 - 箱根町                                       | 20.8 km                                               | -            |                    |                                               |
| 往路 (107.5 km)  | （往路ゴール／復路スタート） 箱根町・芦ノ湖駐車場入口 | （往路ゴール／復路スタート） 箱根町・芦ノ湖駐車場入口 | （往路ゴール／復路スタート） 箱根町・芦ノ湖駐車場入口 |              | 箱根町             | 8時00分 復路スタート （8時10分 一斉スタート） |
| 復路 (109.6 km)  | （往路ゴール／復路スタート） 箱根町・芦ノ湖駐車場入口 | （往路ゴール／復路スタート） 箱根町・芦ノ湖駐車場入口 | （往路ゴール／復路スタート） 箱根町・芦ノ湖駐車場入口 |              | 箱根町             | 8時00分 復路スタート （8時10分 一斉スタート） |
| 第6区            | 箱根町 - 小田原                                       | 20.8 km                                               |                                                       | -            | -                  |                                               |
| 第6区            | 箱根町 - 小田原                                       | 20.8 km                                               |                                                       | 小田原中継所 | 先頭通過から20分後 |                                               |
| 第7区            | 小田原 - 平塚                                         | 21.3 km                                               |                                                       | 小田原中継所 | 先頭通過から20分後 |                                               |
| 第7区            | 小田原 - 平塚                                         | 21.3 km                                               |                                                       | 平塚中継所   | 先頭通過から20分後 |                                               |
| 第8区            | 平塚 - 戸塚                                           | 21.4 km                                               |                                                       | 平塚中継所   | 先頭通過から20分後 |                                               |
| 第8区            | 平塚 - 戸塚                                           | 21.4 km                                               |                                                       | 戸塚中継所   | 先頭通過から20分後 |                                               |
| 第9区            | 戸塚 - 鶴見                                           | 23.1 km                                               |                                                       | 戸塚中継所   | 先頭通過から20分後 |                                               |
| 第9区            | 戸塚 - 鶴見                                           | 23.1 km                                               |                                                       | 鶴見中継所   | 先頭通過から20分後 |                                               |
| 第10区           | 鶴見 - (日本橋) - 大手町                              | 23.0 km                                               |                                                       | 鶴見中継所   | 先頭通過から20分後 |                                               |
| 第10区           | 鶴見 - (日本橋) - 大手町                              | 23.0 km                                               | -                                                     |              |                    |                                               |
| 大手町（ゴール） |                                                       |                                                       |                                                       |              |                    |                                               |
| 出典             |                                                       |                                                       |                                                       |              |                    |                                               |

| 往路 | 復路 |
| --- | --- |
| - 1区 (給水なし) - 2区 - 2ヶ所 (10km付近、15km付近) - 3区 - 2ヶ所 (10km付近、15km付近) - 4区 - 2ヶ所 (10km付近、15km付近) - 5区 - 2ヶ所 (7.1km地点、15.8km地点) | - 06区 (給水なし) - 07区 - 2ヶ所 (10km付近、15km付近) - 08区 - 2ヶ所 (10km付近、15km付近) - 09区 - 2ヶ所 (10km付近、14.4km付近) - 10区 - 2ヶ所 (10km付近、15km付近) |

## 参加大学
第101回大会の上位10校（シード校）と予選会通過校10校、これにオープン参加の関東学生連合チームを合わせた全21チームが参加。関東学生連合チーム16名の編成については、第102回大会から「チーム枠（10名、予選会11位-20位校の校内選考）」「その他個人枠（6名、予選会21位以下選手の上位選手）」とし、出走上限回数を2回に変更。
| シード校 （10校）      | No.          | 大学名                       | 前回順位                     | 出場回数                     | (シード権) | スポンサー                    |
| ---------------------- | ------------ | ---------------------------- | ---------------------------- | ---------------------------- | ---------- | ----------------------------- |
| シード校 （10校）      | 1            | 青山学院大学                 | 前年1位                      | 18年連続 31回目              | (16年連続) | 妙高市 水上村                 |
| シード校 （10校）      | 2            | 駒澤大学                     | 前年2位                      | 60年連続 60回目              | (07年連続) | HRS みんなの介護              |
| シード校 （10校）      | 3            | 國學院大學                   | 前年3位                      | 10年連続 19回目              | (07年連続) | ライフネット生命 アサガミ     |
| シード校 （10校）      | 4            | 早稲田大学                   | 前年4位                      | 50年連続 95回目              | (03年連続) |                               |
| シード校 （10校）      | 5            | 中央大学                     | 前年5位                      | 09年連続 99回目              | (02年ぶり) | 大矢運送 東京きらぼしFG       |
| シード校 （10校）      | 6            | 城西大学                     | 前年6位                      | 04年連続 20回目              | (03年連続) | 新田ゼラチン                  |
| シード校 （10校）      | 7            | 創価大学                     | 前年7位                      | 07年連続 09回目              | (06年連続) | 創友会                        |
| シード校 （10校）      | 8            | 東京国際大学                 | 前年8位                      | 02年連続 09回目              | (03年ぶり) |                               |
| シード校 （10校）      | 9            | 東洋大学                     | 前年9位                      | 24年連続 84回目              | (20年連続) | 健康ミネラルむぎ茶 セブン銀行 |
| シード校 （10校）      | 10           | 帝京大学                     | 前年10位                     | 19年連続 27回目              | (02年連続) | フランスベッド                |
| 予選会 通過校 （10校） | No.          | 大学名                       | 前回順位                     | 出場回数                     | 予選成績   | スポンサー                    |
| 予選会 通過校 （10校） | 11           |                              |                              |                              | 予選1位    |                               |
| 予選会 通過校 （10校） | 12           |                              |                              |                              | 予選2位    |                               |
| 予選会 通過校 （10校） | 13           |                              |                              |                              | 予選3位    |                               |
| 予選会 通過校 （10校） | 14           |                              |                              |                              | 予選4位    |                               |
| 予選会 通過校 （10校） | 15           |                              |                              |                              | 予選5位    |                               |
| 予選会 通過校 （10校） | 16           |                              |                              |                              | 予選6位    |                               |
| 予選会 通過校 （10校） | 17           |                              |                              |                              | 予選7位    |                               |
| 予選会 通過校 （10校） | 18           |                              |                              |                              | 予選8位    |                               |
| 予選会 通過校 （10校） | 19           |                              |                              |                              | 予選9位    |                               |
| 予選会 通過校 （10校） | 20           |                              |                              |                              | 予選10位   |                               |
| 連合チーム             |              |                              |                              |                              |            |                               |
| 21                     | 関東学生連合 | オープン参加 (前年 16位相当) | オープン参加 (前年 16位相当) | オープン参加 (前年 16位相当) | -          |                               |

## 予選会
- 2025年10月18日に東京都立川市で開催予定[3]。第101回大会予選会と同様に、陸上自衛隊立川駐屯地をスタート地点として同敷地内周回コース、立川市市街地路上コースを経て、国営昭和記念公園をフィニッシュとするハーフマラソンコース（21.0975km）で行う（WRk申請大会）[3]。

変更点
- 第102回予選会から予選会スケジュールを、従来の9時35分スタートから時刻を早めて8時30分スタートに変更[4][5]。
- 第102回予選会から参加資格要件に、従来の10000mの標準記録（34分00秒）に加えハーフマラソンの標準記録（1時間13分00秒）を追加[5][6]。

予選会 参加資格
1. ) 2025年度本連盟男子登録者で、本予選会並びに箱根駅伝本大会出場回数が通算4回未満である者に限る。なお、出場とはエントリーした時点で出場とする。ただし、別個加盟の大学院の競技者は、学部での出場回数に関係なく新たに4回まで出場できる。
2. ) 1校1チームとする。ただし、エントリーは10名以上14名以下とし、出場人数は10名以上12名以下とする。
3. ) 2024年1月1日より申込期日前日（2025年10月5日）までに、各校エントリー者全員が「10000m 34分00秒以内」または「ハーフマラソン 73分00秒以内」の公認記録を有していること。
※ 第104回関東学生陸上競技対校選手権大会男子2部ハーフマラソンにて樹立された記録は資格記録として認める[注 1]。

## メディアによる中継・配信
予選会
- テレビ

本大会
- テレビ

- ラジオ